# 陈集镇 (宿迁市)
陈集镇，是中华人民共和国江苏省宿迁市宿城区下辖的一个乡镇级行政单位。

## 行政区划
陈集镇下辖以下地区：
陈集社区、王庄村、庙庄村、仓圩村、陆圩村、闸塘村、鲍河村、徐元村、龙谭村、陈中村、王堡村、河东村、伏尧村、旗杆村、仓王村和夏圩村。

## 历史
秦朝时属于东海郡凌縣。
西漢时地属臨淮郡（郡治在徐縣，今泗洪縣南半城）和泗水国（治所在凌县，今泗阳县西北），屬徐州刺史部。東漢属下邳國。
唐朝属于河南道徐州。北宋属属淮南东路宿州，部分属于京东西路徐州。金国时属于山东西路。元朝时属于河南江北行省。
明朝时属于南直隶凤阳府泗州直隶州，清初属于江南省，后划入新成立的安徽省。
中华民国初期属于安徽省淮泗道。
1952年属安徽省宿县专区，1955年划归江苏淮阴专区。
1970年属淮阴地区，1983年属淮阴市。
1996年8月，泗洪县由淮阴市划属宿迁市。
2004年3月，陈集镇从泗洪县划归宿城区。